# Crossing Jordan – Pathologin mit Profil/Episodenliste
Diese Episodenliste enthält alle Episoden der US-amerikanischen Krimiserie Crossing Jordan – Pathologin mit Profil, sortiert nach der US-amerikanischen Erstausstrahlung. Die Fernsehserie umfasst sechs Staffeln mit 117 Episoden. Dabei existieren drei Crossover mit der Serie Las Vegas.

## Übersicht
| Staffel | Episodenanzahl | Erstausstrahlung USA | Erstausstrahlung USA | Deutschsprachige Erstausstrahlung | Deutschsprachige Erstausstrahlung |
| Staffel | Episodenanzahl | Staffelpremiere      | Staffelfinale        | Staffelpremiere                   | Staffelfinale                     |
| ------- | -------------- | -------------------- | -------------------- | --------------------------------- | --------------------------------- |
| 1       | 23             | 24. September 2001   | 13. Mai 2002         | 15. April 2003                    | 16. September 2003                |
| 2       | 22             | 23. September 2002   | 5. Mai 2003          | 23. September 2003                | 17. Februar 2004                  |
| 3       | 13             | 7. März 2004         | 6. Juni 2004         | 3. Januar 2005                    | 4. April 2005                     |
| 4       | 21             | 26. September 2004   | 15. Mai 2005         | 5. September 2005                 | 30. Januar 2006                   |
| 5       | 21             | 25. September 2005   | 7. Mai 2006          | 4. September 2006                 | 5. Februar 2007                   |
| 6       | 17             | 14. Januar 2007      | 16. Mai 2007         | 24. August 2007                   | 15. Februar 2008                  |

## Staffel 1
| Nr. (ges.) | Nr. (St.) | Deutscher Titel          | Originaltitel                    | Erstausstrahlung USA | Deutschsprachige Erstausstrahlung (D) | Regie            | Drehbuch                              |
| ---------- | --------- | ------------------------ | -------------------------------- | -------------------- | ------------------------------------- | ---------------- | ------------------------------------- |
| 1          | 1         | Alles auf Anfang         | Pilot                            | 24. Sep. 2001        | 15. Apr. 2003                         | Allan Arkush     | Tim Kring                             |
| 2          | 2         | Selbstjustiz             | The Dawn Of A New Day            | 1. Okt. 2001         | 22. Apr. 2003                         | Allan Arkush     | Tim Kring                             |
| 3          | 3         | Im Labyrinth der Beweise | The Ties That Bind               | 8. Okt. 2001         | 29. Apr. 2003                         | Andy Wolk        | Ian Biederman                         |
| 4          | 4         | Kälter als der Tod       | Born To Run                      | 15. Okt. 2001        | 6. Mai 2003                           | Allan Arkush     | Damon Lindelof                        |
| 5          | 5         | Verbrannte Erde          | You Can’t Go Home Again          | 22. Okt. 2001        | 13. Mai 2003                          | Donna Deitch     | Samantha Howard Corbin                |
| 6          | 6         | Die Tote im Park         | Believers                        | 29. Okt. 2001        | 20. Mai 2003                          | Ian Toynton      | Todd Ellis Kessler                    |
| 7          | 7         | Wettlauf gegen die Zeit  | Sight Unseen                     | 12. Nov. 2001        | 27. Mai 2003                          | Dick Lowry       | Gary Glasberg                         |
| 8          | 8         | Lebendig begraben (1)    | Digger (1)                       | 19. Nov. 2001        | 3. Juni 2003                          | Ian Toynton      | Diane Ademu-John                      |
| 9          | 9         | Lebendig begraben (2)    | Digger (2)                       | 26. Nov. 2001        | 10. Juni 2003                         | Allan Arkush     | Jill Blotevogel                       |
| 10         | 10        | Die Mauer des Schweigens | Blue Christmas                   | 10. Dez. 2001        | 17. Juni 2003                         | Donna Deitch     | Ian Biederman, Samantha Howard Corbin |
| 11         | 11        | Sicheres Gespür          | Wrong Place, Wrong Time          | 7. Jan. 2002         | 24. Juni 2003                         | Rick Rosenthal   | Damon Lindelof                        |
| 12         | 12        | Aus dem Gleichgewicht    | Blood Relatives                  | 14. Jan. 2002        | 1. Juli 2003                          | Arvin Brown      | Todd Ellis Kessler, Gary Glasberg     |
| 13         | 13        | Zeichen und Wunder       | Miracles & Wonders               | 21. Jan. 2002        | 8. Juli 2003                          | Allan Arkush     | Tim Kring                             |
| 14         | 14        | Freier Fall              | Four Fathers                     | 28. Jan. 2002        | 15. Juli 2003                         | Rachel Talalay   | Diane Ademu-John                      |
| 15         | 15        | Todgeweiht               | Acts Of Mercy                    | 4. Feb. 2002         | 22. Juli 2003                         | Alex Zakrzewski  | Elizabeth Sarnoff                     |
| 16         | 16        | Auf Droge                | Lost And Found                   | 25. Feb. 2002        | 29. Juli 2003                         | Donna Deitch     | Clifton Campbell                      |
| 17         | 17        | Doppelleben              | Crime And Punishment             | 4. März 2002         | 5. Aug. 2003                          | Allan Arkush     | Damon Lindelof                        |
| 18         | 18        | Eine Frage der Ehre      | With Honour                      | 18. März 2002        | 12. Aug. 2003                         | Donna Deitch     | Gary Glasberg                         |
| 19         | 19        | Spiel mit dem Feuer      | For Harry, With Love And Squalor | 8. Apr. 2002         | 19. Aug. 2003                         | Ian Toynton      | Tim Kring                             |
| 20         | 20        | Ruhe in Frieden          | The Gift Of Life                 | 15. Apr. 2002        | 26. Aug. 2003                         | Arvin Brown      | Ian Biederman                         |
| 21         | 21        | Auf den zweiten Blick    | Someone To Count On              | 29. Apr. 2002        | 2. Sep. 2003                          | Nick Gomez       | Barbara Ellis Nance                   |
| 22         | 22        | Reddings Geheimnis (1)   | Secrets & Lies [1]               | 6. Mai 2002          | 9. Sep. 2003                          | Michael Gershman | Elizabeth Sarnoff                     |
| 23         | 23        | Reddings Geheimnis (2)   | Secrets & Lies [2]               | 13. Mai 2002         | 16. Sep. 2003                         | Allan Arkush     | Tim Kring                             |

## Staffel 2
| Nr. (ges.) | Nr. (St.) | Deutscher Titel            | Originaltitel              | Erstausstrahlung USA | Deutschsprachige Erstausstrahlung (D) | Regie                  | Drehbuch                          |
| ---------- | --------- | -------------------------- | -------------------------- | -------------------- | ------------------------------------- | ---------------------- | --------------------------------- |
| 24         | 1         | Wieder zu Hause            | There’s No Place Like Home | 23. Sep. 2002        | 23. Sep. 2003                         | Allan Arkush           | Tim Kring                         |
| 25         | 2         | Bombenalarm                | Bombs Away                 | 30. Sep. 2002        | 30. Sep. 2003                         | Ian Toynton            | Ian Biederman                     |
| 26         | 3         | Schatten der Vergangenheit | The Truth Is Out There     | 7. Okt. 2002         | 7. Okt. 2003                          | Tony Wharmby           | David Amann                       |
| 27         | 4         | Schuld und Sünde           | Pay Back                   | 14. Okt. 2002        | 14. Okt. 2003                         | Leslie Libman          | Kathy McCormick                   |
| 28         | 5         | Blind Date                 | As If By Fate              | 21. Okt. 2002        | 21. Okt. 2003                         | Michael Zinberg        | Gary Glasberg                     |
| 29         | 6         | Der Anschlag               | One Twelve                 | 11. Nov. 2002        | 28. Okt. 2003                         | Allan Arkush           | Damon Lindelof                    |
| 30         | 7         | Coming Out                 | Scared Straight            | 18. Nov. 2002        | 4. Nov. 2003                          | Arvin Brown            | Elizabeth Sarnoff                 |
| 31         | 8         | Sackgasse Hollywood        | Don’t Look Back            | 2. Dez. 2002         | 11. Nov. 2003                         | Ian Toynton            | Tim Kring                         |
| 32         | 9         | Die Geister, die ich rief  | Prisoner Exchange          | 9. Dez. 2002         | 18. Nov. 2003                         | Michael Gershman       | Ian Biederman                     |
| 33         | 10        | Der Bastard                | Ockham’s Razor             | 6. Jan. 2003         | 15. Nov. 2003                         | Allan Arkush           | Damon Lindelof, Lizzy Shaw        |
| 34         | 11        | Familienbande              | Family Ties                | 13. Jan. 2003        | 2. Dez. 2003                          | Ian Toynton            | Kathy McCormick                   |
| 35         | 12        | Stürmische Zeiten          | Perfect Storm              | 27. Jan. 2003        | 9. Dez. 2003                          | Stephen Williams       | Christopher Barbour, Kiri Zooper  |
| 36         | 13        | Der Nylon-Killer           | Strangled                  | 3. Feb. 2003         | 16. Dez. 2003                         | Michael Gershman       | Gary Glasberg                     |
| 37         | 14        | Der Lockvogel              | Wild Card                  | 10. Feb. 2003        | 23. Dez. 2003                         | Jesús Salvador Treviño | Diane Ademu-John                  |
| 38         | 15        | Der unbekannte Tote        | John Doe                   | 24. Feb. 2003        | 30. Dez. 2003                         | Tim Hunter             | David Amann                       |
| 39         | 16        | Tödlicher Qualm            | Conspiracy                 | 17. März 2003        | 6. Jan. 2004                          | Michael Zinberg        | Shintaro Shimosawa, James Morris  |
| 40         | 17        | Henkersmahlzeit            | Cruel & Unusual            | 31. März 2003        | 13. Jan. 2004                         | Michael Gershman       | Elizabeth Sarnoff                 |
| 41         | 18        | Feuer und Eis              | Fire And Ice               | 7. Apr. 2003         | 20. Jan. 2004                         | Arvin Brown            | Diane Ademu-John, Kathy McCormick |
| 42         | 19        | Nasses Grab                | Dead Wives Club            | 14. Apr. 2003        | 27. Jan. 2004                         | Donna Deitch           | David Amann, Ian Biederman        |
| 43         | 20        | Aus heiterem Himmel        | Sunset Division            | 21. Apr. 2003        | 3. Feb. 2004                          | Allan Arkush           | Tim Kring, Damon Lindelof         |
| 44         | 21        | Familiengeheimnis (1)      | Pandora’s Trunk (1)        | 28. Apr. 2003        | 10. Feb. 2004                         | Stephen Williams       | Damon Lindelof, Gary Glasberg     |
| 45         | 22        | Familiengeheimnis (2)      | Pandora’s Trunk (2)        | 5. Mai 2003          | 17. Feb. 2004                         | Allan Arkush           | Tim Kring                         |

## Staffel 3
| Nr. (ges.) | Nr. (St.) | Deutscher Titel             | Originaltitel                                          | Erstausstrahlung USA | Deutschsprachige Erstausstrahlung (D) | Regie            | Drehbuch                           |
| ---------- | --------- | --------------------------- | ------------------------------------------------------ | -------------------- | ------------------------------------- | ---------------- | ---------------------------------- |
| 46         | 1         | Blutsbande                  | Oh, Brother Where Art Thou?                            | 6. Juni 2004         | 3. Jan. 2005                          | Allan Arkush     | Jim Praytor, Andi Bushell          |
| 47         | 2         | Der Sündenfall              | ‘Til Death Do Us Part                                  | 14. März 2004        | 10. Jan. 2005                         | Michael Gershman | Kathy McCormick, Sharon Lee Watson |
| 48         | 3         | Kalte Spuren                | Slam Dunk                                              | 12. März 2004        | 17. Jan. 2005                         | Michael Gershman | Damon Lindelof, Tim Kring          |
| 49         | 4         | Eiskalt                     | Devil May Care                                         | 7. März 2004         | 24. Jan. 2005                         | Michael Gershman | Tim Kring, Bob Melisso             |
| 50         | 5         | Entführt                    | Missing Pieces                                         | 4. Apr. 2004         | 31. Jan. 2005                         | Stephen Williams | Aron Eli Coleite                   |
| 51         | 6         | Der Plutonium-Deal          | “Is That Plutonium In Your Pocket. Or Are You Just …?” | 19. März 2004        | 7. Feb. 2005                          | Allan Arkush     | Kathy McCormick                    |
| 52         | 7         | Die Handschrift des Mörders | Dead Or Alive                                          | 21. März 2004        | 14. Feb. 2005                         | Stephen Williams | David Amann                        |
| 53         | 8         | Eine zweite Chance          | Second Chances                                         | 28. März 2004        | 21. Feb. 2005                         | Joyce Chopra     | Gary Glasberg                      |
| 54         | 9         | Ein harter Schlag           | Most Likely                                            | 18. Apr. 2004        | 28. Feb. 2005                         | Allan Arkush     | Kira Arne                          |
| 55         | 10        | Der Todesengel              | All The News Fit To                                    | 25. Apr. 2004        | 7. März 2005                          | Allan Arkush     | Damon Lindelof                     |
| 56         | 11        | Der Blutsauger              | Revealed                                               | 9. Mai 2004          | 14. März 2005                         | Michael Gershman | Jim Praytor, Andi Bushell          |
| 57         | 12        | Rattengift                  | He Said, She Said                                      | 16. Mai 2004         | 21. März 2005                         | Stephen Williams | Gary Glasberg                      |
| 58         | 13        | Tod in den Fluten           | Dead In The Water                                      | 23. Mai 2004         | 4. Apr. 2005                          | Allan Arkush     | Tim Kring                          |

## Staffel 4
| Nr. (ges.) | Nr. (St.) | Deutscher Titel        | Originaltitel                        | Erstausstrahlung USA | Deutschsprachige Erstausstrahlung (D) | Regie                  | Drehbuch                                               |
| ---------- | --------- | ---------------------- | ------------------------------------ | -------------------- | ------------------------------------- | ---------------------- | ------------------------------------------------------ |
| 59         | 1         | Im Dunkeln             | After Dark                           | 26. Sep. 2004        | 5. Sep. 2005                          | Jesús Salvador Treviño | Scott A. Williams                                      |
| 60         | 2         | Schmutzige Geschäfte   | Out Of Sight                         | 3. Okt. 2004         | 12. Sep. 2005                         | Roxann Dawson          | Linda Gase                                             |
| 61         | 3         | Alte Wunden            | Intruded                             | 10. Okt. 2004        | 19. Sep. 2005                         | Allan Arkush           | Tim Kring                                              |
| 62         | 4         | Haus der Schatten      | Deja Past                            | 17. Okt. 2004        | 26. Sep. 2005                         | Michael Gershman       | Andi Bushell                                           |
| 63         | 5         | Späte Gerechtigkeit    | Justice Delayed                      | 24. Okt. 2004        | 10. Okt. 2005                         | Dianne Houston         | Kathy McCormick                                        |
| 64         | 6         | Blauer Mond            | Blue Moon                            | 31. Okt. 2004        | 17. Okt. 2005                         | Allan Arkush           | Linda Gase, Tim Kring                                  |
| 65         | 7         | König Artus            | What Happens In Vegas Dies In Boston | 29. Sep. 2003        | 18. Jan. 2006                         | Jesús Salvador Treviño | Jon Cowan, Robert Rovner                               |
| 66         | 8         | Feuerball              | Fire From The Sky                    | 14. Nov. 2004        | 24. Okt. 2005                         | Allan Arkush           | Tim Kring, Scott A. Williams                           |
| 67         | 9         | Ausgebeutet            | Necessary Risks                      | 21. Nov. 2004        | 31. Okt. 2005                         | Michael Gershman       | Sharon Lee Watson                                      |
| 68         | 10        | Leichenschmaus         | A Stranger Among Us                  | 2. Jan. 2005         | 7. Nov. 2005                          | Jesús Salvador Treviño | Andi Bushell                                           |
| 69         | 11        | Der Racheengel         | Murder In The Rue Morgue             | 9. Jan. 2005         | 14. Nov. 2005                         | Roxann Dawson          | Linda Gase                                             |
| 70         | 12        | Mord, Lügen und Videos | Family Affair                        | 30. Jan. 2005        | 21. Nov. 2005                         | Tim Hunter             | Kira Arne                                              |
| 71         | 13        | Der einarmige Bandit   | You Really Got Me                    | 13. Feb. 2005        | 28. Nov. 2005                         | Allan Arkush           | Robert Rovner, Jon Cowan                               |
| 72         | 14        | Weißer Tod             | Gray Murders                         | 13. März 2005        | 5. Dez. 2005                          | Roxann Dawson          | Andrew Black                                           |
| 73         | 15        | In der Hitze der Nacht | It Happened One Night                | 20. März 2005        | 12. Dez. 2005                         | Miguel Ferrer          | Tim Kring                                              |
| 74         | 16        | Die Knochenjäger       | Skin And Bone                        | 27. März 2005        | 19. Dez. 2005                         | Stephen Williams       | Scott A. Williams                                      |
| 75         | 17        | Späte Rache            | Locard’s Exchange                    | 10. Apr. 2005        | 2. Jan. 2006                          | Bethany Rooney         | Kathy McCormick                                        |
| 76         | 18        | Geiselnahme            | Sanctuary                            | 24. Apr. 2005        | 9. Jan. 2006                          | Michael Gershman       | Aron Eli Coleite                                       |
| 77         | 19        | Tod einer Nonne        | Embraceable You                      | 1. Mai 2005          | 16. Jan. 2006                         | Allan Arkush           | Jon Cowan, Linda Gase, Robert Rovner                   |
| 78         | 20        | Blut und Tränen        | Forget Me Not                        | 8. Mai 2005          | 23. Jan. 2006                         | Roxann Dawson          | Steve Valentine, Tim Kring, Scott A. Williams          |
| 79         | 21        | Im Kreuzfeuer          | Jump Push Fall                       | 15. Mai 2005         | 30. Jan. 2006                         | Allan Arkush           | Aron Eli Coleite, Jon Cowan, Linda Gase, Robert Rovner |

## Staffel 5
| Nr. (ges.) | Nr. (St.) | Deutscher Titel     | Originaltitel                  | Erstausstrahlung USA | Deutschsprachige Erstausstrahlung (D) | Regie            | Drehbuch                                                                       |
| ---------- | --------- | ------------------- | ------------------------------ | -------------------- | ------------------------------------- | ---------------- | ------------------------------------------------------------------------------ |
| 80         | 1         | Herzlos             | There’s No Place Like Home, II | 25. Sep. 2005        | 4. Sep. 2006                          | Roxann Dawson    | Tim Kring, Jon Cowan,                                                          |
| 81         | 2         | Gefühls-Roulette    | Luck Be A Lady                 | 2. Okt. 2005         | 11. Sep. 2006                         | Allan Arkush     | Rob Fresco                                                                     |
| 82         | 3         | Im Schacht          | Under The Weather              | 9. Okt. 2005         | 18. Sep. 2006                         | Roxann Dawson    | Tim Kring, Jon Cowan, Robert Rovner                                            |
| 83         | 4         | Amok                | Judgment Day                   | 16. Okt. 2005        | 25. Sep. 2006                         | Allan Arkush     | Kathy McCormick                                                                |
| 84         | 5         | Die Sekte           | Enlightenment                  | 23. Okt. 2005        | 2. Okt. 2006                          | Bethany Rooney   | Linda Gase                                                                     |
| 85         | 6         | Ohne Erinnerung     | Total Recall                   | 30. Okt. 2005        | 9. Okt. 2006                          | Ernest Dickerson | Emily Whitesell                                                                |
| 86         | 7         | Pakt mit dem Bösen  | Road Kill                      | 27. Nov. 2005        | 16. Okt. 2006                         | Roxann Dawson    | Treena Hancock, Melissa R. Byer                                                |
| 87         | 8         | Tod in Uniform      | A Man In Blue                  | 4. Dez. 2005         | 23. Okt. 2006                         | Jonathan Kaplan  | Handlung: Tim Kring, Jason Ning, Schauspiel: Tim Kring, Rob Fresco             |
| 88         | 9         | Totgesagt           | Death Goes On                  | 11. Dez. 2005        | 30. Okt. 2006                         | Roxann Dawson    | Aron Eli Coleite, Kathy McCormick                                              |
| 89         | 10        | Pension des Grauens | Loves Me Not                   | 8. Jan. 2006         | 6. Nov. 2006                          | Allan Arkush     | Jon Cowan, Robert Rovner                                                       |
| 90         | 11        | Außer Kontrolle     | The Elephant In The Room       | 15. Jan. 2006        | 13. Nov. 2006                         | Bethany Rooney   | Joe Pokaski                                                                    |
| 91         | 12        | Schutzlos           | Code Of Ethics                 | 22. Jan. 2006        | 20. Nov. 2006                         | Miguel Ferrer    | Linda Gase                                                                     |
| 92         | 13        | Böses Erwachen      | Dreamland                      | 29. Jan. 2006        | 27. Nov. 2006                         | Karen Gaviola    | Rob Fresco                                                                     |
| 93         | 14        | Trauma              | Death Toll                     | 12. März 2006        | 4. Dez. 2006                          | Allan Arkush     | Treena Hancock, Melissa R. Byer                                                |
| 94         | 15        | Superman            | Blame Game                     | 19. März 2006        | 11. Dez. 2006                         | Miguel Ferrer    | Handlung: Aron Eli Coleite, Jason Ning Schauspiel:Kathy McCormick              |
| 95         | 16        | Das Waisenkind      | Someone To Watch Over Me       | 26. März 2006        | 18. Dez. 2006                         | Aaron Lipstadt   | Emily Whitesell                                                                |
| 96         | 17        | Unter Verdacht      | Save Me                        | 9. Apr. 2006         | 8. Jan. 2007                          | Allan Arkush     | Linda Gase                                                                     |
| 97         | 18        | Dünnes Eis          | Thin Ice                       | 16. Apr. 2006        | 15. Jan. 2007                         | Donna Deitch     | Jon Cowan, Robert Rovner                                                       |
| 98         | 19        | Getarnte Wunder     | Mysterious Ways                | 23. Apr. 2006        | 22. Jan. 2007                         | Miguel Ferrer    | Lawrence Meyers                                                                |
| 99         | 20        | In Ketten           | Mace Vs. Scalpel               | 30. Apr. 2006        | 29. Jan. 2007                         | Bethany Rooney   | Rob Fresco                                                                     |
| 100        | 21        | Blackout            | Don’t Leave Me This Way        | 7. Mai 2006          | 5. Feb. 2007                          | Allan Arkush     | Handlung: Treena Hancock, Melissa R. Byer Schauspiel:Robert Rovner, Linda Gase |

## Staffel 6
| Nr. (ges.) | Nr. (St.) | Deutscher Titel      | Originaltitel                  | Erstausstrahlung USA | Deutschsprachige Erstausstrahlung (D) | Regie             | Drehbuch                                                                      |
| ---------- | --------- | -------------------- | ------------------------------ | -------------------- | ------------------------------------- | ----------------- | ----------------------------------------------------------------------------- |
| 101        | 1         | Vogelfrei            | Retribution                    | 14. Jan. 2007        | 24. Aug. 2007                         | Roxann Dawson     | Handlung: Jon Cowan, Robert Rovner Schauspiel:Treena Hancock, Melissa R. Byer |
| 102        | 2         | Der Abschiedsbrief   | Shattered                      | 21. Jan. 2007        | 31. Aug. 2007                         | Donna Deitch      | Lynne E. Litt                                                                 |
| 103        | 3         | 33 Kugeln            | 33 Bullets                     | 28. Jan. 2007        | 7. Sep. 2007                          | John Badham       | Rob Fresco                                                                    |
| 104        | 4         | Knockout             | Crazy Little Thing Called Love | 11. Feb. 2007        | 14. Sep. 2007                         | Roxann Dawson     | Rob Wright                                                                    |
| 105        | 5         | Große Liebe          | Mr. Little And Mr. Big         | 18. Feb. 2007        | 21. Sep. 2007                         | Ravi Kapoor       | Kathy McCormick                                                               |
| 106        | 6         | Scheintot            | Night Of The Living Dead       | 25. Feb. 2007        | 28. Sep. 2007                         | Allan Arkush      | Jason Ning                                                                    |
| 107        | 7         | Der Henker           | Hubris                         | 7. März 2007         | 5. Okt. 2007                          | Roxann Dawson     | Treena Hancock, Melissa R. Byer                                               |
| 108        | 8         | Quarantäne           | Isolation                      | 14. März 2007        | 12. Okt. 2007                         | Bethany Rooney    | Ashley Gable                                                                  |
| 109        | 9         | Die Mumie            | Seven Feet Under               | 21. März 2007        | 19. Okt. 2007                         | Kate Woods        | Brian Ross                                                                    |
| 110        | 10        | Gnadenlos            | Fall From Grace                | 28. März 2007        | 26. Okt. 2007                         | Craig Ross, Jr.   | Brett Mahoney                                                                 |
| 111        | 11        | Lebensgefahr         | Faith                          | 4. Apr. 2007         | 4. Jan. 2008                          | Donna Deitch      | Jon Cowan, Robert Rovner                                                      |
| 112        | 12        | Auf Messers Schneide | Sleeping Beauty                | 11. Apr. 2007        | 11. Jan. 2008                         | Bethany Rooney    | Rob Fresco                                                                    |
| 113        | 13        | Hoch gepokert        | Post Hoc, Ergo Propter Hoc     | 18. Apr. 2007        | 18. Jan. 2008                         | Jill Hennessy     | Kathy McCormick, Lynne E. Litt                                                |
| 114        | 14        | Bluthochzeit         | In Sickness & In Health        | 25. Apr. 2007        | 25. Jan. 2008                         | Donna Deitch      | Jason Ning, Treena Hancock, Melissa R. Byer                                   |
| 115        | 15        | Der zweite Tod       | Dead Again                     | 2. Mai 2007          | 1. Feb. 2008                          | John Badham       | Jim Danger Gray, Rob Wright                                                   |
| 116        | 16        | 24 Stunden           | D.O.A.                         | 9. Mai 2007          | 8. Feb. 2008                          | Curtis A. Schnell | Rob Fresco                                                                    |
| 117        | 17        | Absturz              | Crash                          | 16. Mai 2007         | 15. Feb. 2008                         | Roxann Dawson     | Jon Cowan, Ashley Gable, Robert Rovner                                        |